# Piotr Linek
Piotr Linek (ur. 28 maja 1964 w Zamościu) – poeta, publicysta, animator życia literackiego.
Absolwent polonistyki Uniwersytetu Marii Curie-Skłodowskiej (dyplom 1991). Kieruje działem literackim „Zamojskiego Kwartalnika Kulturalnego”. Redagował „Kronikę Literacką” (dod. „Kroniki Tygodnia”) oraz „Notę” (najpierw dod. lit. „Tygodnika Zamojskiego”, następnie audycja literacka w Katolickim Radio Zamość). Publikował m.in. w „Odrze”, „Frazie”, „Akcencie”, „Kresach Literackich”, „Literalia Lublinensia”. Laureat wielu ogólnopolskich konkursów literackich. Autor poetyckich książek. Debiutował wydanym w 1990 roku zbiorem wierszy ...na biegunach. Za Chemię zdziwienia (2005) otrzymał nagrodę im. Anny Kamieńskiej przyznawaną najlepszym książkom poetyckim Lubelszczyzny. Kilkakrotnie nagradzany przez Wojewodę Zamojskiego i Prezydenta Miasta Zamościa za aktywne uczestnictwo w życiu kulturalnym i upowszechnianie literatury. Odznaczony przez Ministra Kultury i Sztuki odznaką Zasłużony Działacz Kultury, Prezydenta Rzeczypospolitej Polskiej Brązowym Krzyżem Zasługi, Marszałka Województwa Lubelskiego Odznaką Honorową Zasłużony dla Województwa Lubelskiego. W 2013 roku otrzymał tytuł i statuetkę Animator Kultury Zamościa.
Syn polskiego trenera boksu Ryszarda Linka.

## Twórczość
- ...na biegunach, Zamość 1990.
- Rozmowy z J.,Warszawa 1994.
- W brzuchu wielkiej ryby, Lublin 1996.
- Światłocień, Lublin 1999.
- Chemia zdziwienia, Lublin 2005.
- Bliżej skóry, Lublin 2009.
- Rdza, Lublin 2016.